# 美男高校地球防衛部HAPPY KISS!
『美男高校地球防衛部HAPPY KISS!』（びなんこうこうちきゅうぼうえいぶ ハッピーキッス）は、スタジオコメット制作による日本のアニメ作品。2018年4月から7月にかけて、テレビ東京・テレビ大阪・AT-Xにて放送された。
『美男高校地球防衛部LOVE!』に次ぐ、『美男高校地球防衛部』シリーズの一作で、メインスタッフは監督の高松信司など前作を踏襲している。登場人物は刷新され、防衛部5人の声優は全員本作が初レギュラーとなる新人を起用している。

## あらすじ
眉難高校に通う修善寺鏡太郎、霧島龍馬、和倉七緒、万座太子、道後一六の5人は「防衛部」という部活動に所属している。ある日のこと、学校帰りに銭湯「黒玉湯」に立ち寄った5人は、そこで魔法の国の王子と名乗る少年・カルルスと遭遇。カルルスは弟のフラヌイと王位継承権を巡って争っており、鏡太郎達はカルルスの独断で彼の「騎士団」に任命され、カルルスの手伝いをすることになる。
同じ頃、眉難高校の生徒会に所属する指宿阿多、宇奈月大樹、白骨マーサの三人はフラヌイと遭遇し、人間を怪人に変える魔法の力を与えられる。この動きを知ったカルルスの指示により、鏡太郎達5人は彼から与えられた魔法の力でヒーローに変身し、フラヌイの騎士団となった生徒会三人組が生み出す怪人を退治することになる。

## 登場人物

### 防衛部 / カルルスナイツ HAPPY KISS!
眉難高校にある特に何もしない部活動に所属する5人組。カルルスの騎士団となり、エーデルシュタインが生み出した怪人と戦うことになる。
修善寺 鏡太郎（しゅぜんじ きょうたろう） / フィオーレ・キッス
声 - 下鶴直幸、山崎智史（幼少期）
主人公。二年生。誕生日は11月28日。血液型はB型。射手座。趣味は昼寝と風呂。好きなものはどら焼きとボーっとすること。
のんびり屋で一人の方が楽と考えている。龍馬とは幼馴染。子供時代には龍馬以外にももう一人友人がおり、第4話でその友人と龍馬と共に写った写真が登場している。
変身時の名乗りは「花の魔法騎士！フィオーレ・キッス！」。変身時のイメージカラーはレッド。「フィオーレ」はイタリア語で「花」の意。
霧島 龍馬（きりしま りょうま） / ステラ・キッス
声 - 小俣凌雅、松本惣己（幼少期）
二年生。誕生日は7月18日。血液型はA型。蟹座。趣味は人のお世話。好きなものはげたんはと掃除。
しっかり者だが、押しに弱く頼みを断れない性格。いじられキャラで反応が素直で面白いので、特に和倉にからかわれる。修善寺鏡太郎とは幼馴染。
変身時の名乗りは「星の魔法騎士！ステラ・キッス！」。変身時のイメージカラーはオレンジ。「ステラ」はイタリア語で「星」の意。
和倉 七緒（わくら ななお） / ルーナ・キッス
声 - 石井孝英
三年生。誕生日は9月17日。血液型はAB型。乙女座。趣味はお茶。防衛部の部長を務めている。よく霧島をからかっている。
変身時の名乗りは「月の魔法騎士！ルーナ・キッス！」。変身時のイメージカラーはグリーン。「ルーナ」はイタリア語で「月」の意。
万座 太子（まんざ たいし） / ネーヴェ・キッス
声 - 安田陸矢
一年生。誕生日は9月30日。血液型はA型。天秤座。おばあちゃんの知恵袋と呼ばれるくらい物知り。感情が高ぶると口調が荒くなる。
変身時の名乗りは「雪の魔法騎士！ネーヴェ・キッス！」。変身時のイメージカラーはブルー。「ネーヴェ」はイタリア語で「雪」の意。
道後 一六（どうご いちろ） / スパツィオ・キッス
声 - 葉山翔太
一年生。誕生日は8月8日。血液型はO型。獅子座。何をするにも一生懸命な熱血少年。白骨マーサとはいとこ同士。
変身時の名乗りは「宙（そら）の魔法騎士！スパツィオ・キッス！」。変身時のイメージカラーはピンク。「スパツィオ」はイタリア語で「宇宙（空間）」の意。
カルルス・デ・ユターリ・ホニャララ
声 - 江口拓也
魔法の国・ホニャラランドの第1王子で、フラヌイの兄。明るく楽天的な性格の持ち主。本来の姿は黄色いカワウソのような姿。腹部に星のようなマークがある。
誕生日は2月4日。血液型はO型(?)。水瓶座。
5人を勝手に自身の幸せの魔法騎士団に任命し、ヒーローに変身し怪人を元に戻す魔法の力を与える。

### 生徒会 / フラヌイ騎士団エーデルシュタイン
生徒会長と副会長・書記の三人組。フラヌイの騎士団となり、「コンプレックスを持つ生徒」を怪人に変えて事件を引き起こす。「デュイ・ヴェアヴァンドルング!」の掛け声と共に変身する。
指宿 阿多（いぶすき あた） / リッター・ディアマント
声 - 緑川光、櫻井優輝（幼少期）
二年生。誕生日は6月12日。血液型はA型。双子座。生徒会長。自分にも他人にも厳しい性格の少年で、生徒会長になるために人一倍努力を積んだ過去がある。それ故か「怠惰こそ罪」だと考えており、不真面目でやる気のない修善寺に対抗意識を燃やす。
変身時の名乗りは「征服されざる者何よりも強し！リッター・ディアマント！」。変身時のイメージカラーは白。「ディアマント」はドイツ語で「ダイヤモンド」の意。
宇奈月 大樹（うなづき たいじゅ)　 / リッター・ローゼクヴァルツ
声 - 鳥海浩輔
三年生。誕生日は12月22日。血液型はO型。山羊座。生徒会副会長。落ち着いた性格の少年。和倉七緒とは友人同士。
変身時の名乗りは「慈愛と癒し！リッター・ローゼクヴァルツ！」。変身時のイメージカラーは濃いピンク。「ローゼクヴァルツ」はドイツ語で「ローズクォーツ（紅水晶）」の意。
白骨 マーサ（しらほね マーサ） / リッター・アメテュスト
声 - 松岡禎丞
一年生。誕生日は11月3日。血液型はAB型。蠍座。生徒会書記。おっとりした性格の少年で、お菓子作りが趣味。「イケてる」物が好き。
裕福な家庭の御曹司で、本名は「白骨孫左衛門（しらほね　まござえもん）」。幼少時は太っていたが、ダイエットして現在のような体型になったという。道後一六とはいとこ同士で、彼に自分の過去（前述のように幼少期の自分が肥満体型だったこと）をばらされることを恐れていた。
変身時の名乗りは「高貴高潔！リッター・アメテュスト！」。変身時のイメージカラーは紫。「アメテュスト」はドイツ語で「アメジスト（紫水晶）」の意。
フラヌイ・デ・シャーキン・ホニャララ
声 - 安元洋貴
ホニャラランドの第二王子で、カルルスの腹違いの弟。兄と王位継承をめぐって争っている。兄とは対照的に生真面目な性格をしている。本来の姿は青いフェネックのような姿で、胸元に青い模様がある。
誕生日は3月26日。血液型はO型(?)。牡羊座。
生徒会の三人の前に現れ、彼らを自分の騎士団に任命。人間を怪人に変える魔法の力を与える。

### 怪人
エーデルシュタインによって怪人に変えられた眉難高校の生徒達。全員が何らかの「コンプレックス」を抱えており、そこに漬け込まれて怪人に変えられている。
越川理（こえかわ おさむ） / 声変わり怪人
声 - 黒田崇矢、村瀬歩（心の声）
第1話登場。心の声はかわいいが、地声はオッサン声の生徒。声変わりで声が低くなってしまったことにコンプレックスを抱いており、人の声をオッサン声に変える怪人になる。
喜屋良弁太郎（きやら べんたろう） / キャラ弁怪人
声 - 諏訪部順一
第2話登場。柔道部に所属している生徒。ママの可愛いキャラ弁より、硬派でボリュームのある弁当が食べたいと思っている。好きなものを食べられないコンプレックスを利用され、人間をキャラ弁に変える怪人になる。
臼井一（うすい はじめ） / バッグ・クロージャー怪人
声 - 豊永利行
第3話登場。学校でもバイト先でも自分の名前が呼ばれない生徒。存在感が薄く名前をきちんと呼んでもらえないことに怒りを抱いていた。物は知っているが正式名称を知らないものを問題として繰り出してくる怪人になる。
米蔵金吾（よねくら きんご） / 埋蔵金怪人
声 - 子安武人
第4話登場。埋蔵金を求めて全国を飛び回るディレクターを父に持ち、転校を８回もした転入生。自分を振り回す父親に強い負の感情を抱いている。頭が千両箱、手の指が小判という恰好で小判を撒き散らして攻撃してくる怪人になる。
筋川骨緒（すじかわ ほねお） / 鶏ガラ怪人
声 - 菅沼久義
第5話登場。学校で鶏ガラと呼ばれるほど痩せている生徒。体質的に太れないが至って健康体で、岩を持ち上げられるほどの力を持っている。そのため、ふくよかな人に嫉妬と羨望の目を向けていた。鶏ガラで出汁を取ったラーメンの汁を飛ばしてくる怪人になる。
取鳥海夢（しゅちょう かいむ） / ビニ傘怪人
声 - 間島淳司
第6話登場。特に主張もなく、流されるまま学園生活を送っていた生徒。本当に友人と呼べる存在を作ろうと防衛部に声をかけていたが、色々とアプローチを間違えており、防衛部からは変人として避けられていた。特に主張もないという点でビニール傘に共感し、ビニール傘のような怪人になる。
夏河充実（なつかわ あてざね） / ビートバン怪人
声 - 野島裕史
第7話登場。水泳が苦手で水泳大会なんか無くなって欲しいと願っていた生徒。夏が楽しいと感じたことがないにもかかわらず、名前が名前なため、コンプレックスを抱えていた。ビート板がないと泳げないため、ビート板のような怪人になる。
羅塩大尊（らしお たいそん） / ラジオ体操怪人
声 - 阪口大助
第8話登場。ラジオ体操に情熱を燃やす生徒。昔から31日のみ、寝過ごしたり不慮の事態に陥り、ラジオ体操に参加出来ずにいたため、ずっと留年していた。マントをつけたスーパーマンのような怪人になる。
佐井吾郎（さい ごろう） / サイコロ怪人
声 - 石田彰
第9話登場。サイコロでその日一日の行動を決めていた生徒。防衛部の文化祭での出し物に怒りを覚えていたが、様子を見るうちに怒りは治まり、自分が本当は文化祭を楽しみたいと思っていた気持ちに気づく。サイコロの姿をした怪人になったが、怒りは既に治まっていたため戦闘は行わなかった。
尾地井三太（おじい さんた） / 玉手箱怪人
声 - 岩田光央
第10話登場。見た目がおじいちゃんっぽいという理由であだ名が「おじいちゃん」になった生徒。そのことに不満を持ち、亀の甲羅に玉手箱をくくりつけた怪人になり、防衛部を含めた生徒たちを老けさせていた。

### ホニャラランド
異世界にある魔法の王国で、カルルスとフラヌイの出身地。
カモパパ王
声 - 西村知道
ホニャラランドの国王でカルルスとフラヌイの父。カモノハシのような姿をしている。
ワオ大臣
声 - 速水奨
キツネザルのような姿の大臣。

## スタッフ
- 原作 - 馬谷くらり[1]
- 監督・シリーズ構成・音響監督 - 高松信司[1]
- キャラクター原案 - 宮脇千鶴[1]
- キャラクターデザイン - 宮川知子[1]
- サブキャラクターデザイン - むらせまいこ[1]
- 総作画監督 - 宮川知子、小泉初栄[1]
- 美術監督 - 河合泰利[1]
- 色彩設計 - 津守裕子[1]
- CG監督 - 沼尻勇人[1]
- 撮影監督 - 田中博章[1]
- 編集 - 小島俊彦[1]
- 音楽 - yamazo[1]
- 音楽プロデューサー - 中村伸一
- 音楽制作 - ポニーキャニオン[1]
- プロデューサー - 川原陽子、工藤雅世、渡瀬昌太、杉浦綾香、伊東紀子、吉田健人
- アニメーションプロデューサー - 安藤春香
- アニメーション制作 - スタジオコメット[1]
- 製作 - 黒玉湯保存会

## 主題歌
オープニングテーマ「絶対最幸☆HAPPY KISS☆」
作詞 - hotaru / 作曲・編曲 - eba / 歌 - 地球防衛部HK［修善寺鏡太郎（下鶴直幸）、霧島龍馬（小俣凌雅）、和倉七緒（石井孝英）、万座太子（安田陸矢）、道後一六（葉山翔太）］
エンディングテーマ「我ら気高きエーデルシュタイン!!」
作詞 - hotaru / 作曲・編曲 - 園田健太郎 / 歌 - 地球征服部ES［指宿阿多（緑川光）、宇奈月大樹（鳥海浩輔）、白骨マーサ（松岡禎丞）］
劇中歌「HAPPY READY??????」
作詞 - hotaru / 作曲・編曲 - yamazo / 歌 - 地球防衛部HK［修善寺鏡太郎（下鶴直幸）、霧島龍馬（小俣凌雅）、和倉七緒（石井孝英）、万座太子（安田陸矢）、道後一六（葉山翔太）］

## 各話リスト
| 話数   | サブタイトル            | 脚本       | 絵コンテ   | 演出       | 作画監督                                                                   | 総作画監督        |
| ------ | ----------------------- | ---------- | ---------- | ---------- | -------------------------------------------------------------------------- | ----------------- |
| 第1話  | HAPPY!KISSは突然に      | 横川松     | 高松信司   | 徐恵眞     | 関根千奈未、高橋敦子                                                       | 宮川知子          |
| 第2話  | HAPPYのレシピ           | 横川松     | 葛谷直行   | 葛谷直行   | 加藤壮                                                                     | 小泉初栄          |
| 第3話  | HAPPYアイスクリーム     | 金杉弘子   | 三沢伸     | 前園文夫   | 相原理沙、漢人寛子、菅原浩喜                                               | 宮川知子          |
| 第4話  | 素晴らしきかなHAPPY     | 高橋ナツコ | 濁川敦     | 濁川敦     | 白川茉莉、岡田由紀子、志水よしこ                                           | 小泉初栄          |
| 第5話  | HAPPYに美しく           | 金杉弘子   | 宇根信也   | 宇根信也   | 関根千奈未                                                                 | 宮川知子          |
| 第6話  | HAPPYアイデンティティー | 大草芳樹   | 島崎奈々子 | 島崎奈々子 | 加藤壮                                                                     | 小泉初栄          |
| 第7話  | バタアシHAPPY           | 金杉弘子   | 葛谷直行   | 葛谷直行   | 高橋はつみ、藤田まり子                                                     | 宮川知子          |
| 第8話  | HAPPYエンドレスサマー   | 高木聖子   | 喜多谷充   | 秦義人     | 相原理沙、漢人寛子、菅原浩喜                                               | 小泉初栄          |
| 第9話  | HAPPYダイス             | 高橋ナツコ | 大久保政雄 | 徐恵眞     | 飯田清貴、福田瑞穂、高橋敦子                                               | 宮川知子          |
| 第10話 | HAPPYオールドメン       | 大草芳樹   | 濁川敦     | 濁川敦     | 白川茉莉、塚本歩、杉山友美 川上遥、松本淑恵、小林雅和 染谷友梨花、飯飼一幸 | 小泉初栄          |
| 第11話 | あと1センチのHAPPY      | 金杉弘子   | 高松信司   | 宇根信也   | 加藤壮                                                                     | 宮川知子          |
| 第12話 | いつも心にHAPPYを       | 高橋ナツコ | 高松信司   | 島崎奈々子 | 高橋はつみ、関根千奈未                                                     | 小泉初栄 宮川知子 |

## 放送局
| 放送期間               | 放送時間                     | 放送局     | 対象地域   | 備考                      |
| ---------------------- | ---------------------------- | ---------- | ---------- | ------------------------- |
| 2018年4月9日 - 7月2日  | 月曜 1:35 - 2:05（日曜深夜） | テレビ東京 | 関東広域圏 |                           |
| 2018年4月12日 - 7月5日 | 木曜 3:10 - 3:40（水曜深夜） | テレビ大阪 | 大阪府     |                           |
| 2018年4月13日 - 7月6日 | 金曜 0:00 - 0:30（木曜深夜） | AT-X       | 日本全域   | CS放送 / リピート放送あり |

| 配信期間               | 配信時間        | 配信サイト              |
| ---------------------- | --------------- | ----------------------- |
| 2018年4月12日 - 7月5日 | 木曜 12:00 更新 | dアニメストア           |
| 2018年4月16日 - 7月9日 | 月曜 0:00 更新  | ニコニコ生放送 あにてれ |
|                        | 月曜 0:30 更新  | ニコニコチャンネル      |
|                        | 月曜 12:00 更新 | U-NEXT アニメ放題       |

## BD / DVD
| 巻 | 発売日         | 収録話          | 規格品番   | 規格品番   |
| 巻 | 発売日         | 収録話          | BD         | DVD        |
| -- | -------------- | --------------- | ---------- | ---------- |
| 1  | 2018年6月20日  | 第1話 - 第2話   | PCXG-50591 | PCBG-53161 |
| 2  | 2018年7月18日  | 第3話 - 第5話   | PCXG-50592 | PCBG-53162 |
| 3  | 2018年8月17日  | 第5話 - 第6話   | PCXG-50593 | PCBG-53163 |
| 4  | 2018年9月19日  | 第7話 - 第8話   | PCXG-50594 | PCBG-53164 |
| 5  | 2018年10月17日 | 第9話 - 第10話  | PCXG-50595 | PCBG-53165 |
| 6  | 2018年11月21日 | 第11話 - 第12話 | PCXG-50596 | PCBG-53166 |

## 関連番組
防衛部の声優5人による動画番組『美男高校地球防衛部HAPPY KISS!生放送〜ハッピーな魔法をお届け！〜』（略称：ハピナマ！）が、2018年2月26日よりLINE LIVEにて配信されている。
また、同5人によるラジオ番組『美男高校地球防衛部RADIO HAPPY KISS!』が、2018年4月8日から2019年9月28日までラジオ大阪にて毎週日曜0時 - 0時30分（土曜深夜）に放送、超!A&G+では同年4月8日から2019年9月28日まで毎週日曜14時30分 - 15時に配信していた。ラジオクラウドでも配信してい
た。